# مقاطعة ميث
مقاطعة ميث (/ miːð / ؛ الأيرلندية: Contae na Mí أو ببساطة Mhí)، هي مقاطعة في المنطقة الشرقية والوسطى [الإنجليزية] في إيرلندا تقع داخل حدود محافظة لينستر. تحدها دبلن من الجنوب الشرقي، ولاوث من الشمال الشرقي، وكيلدير من الجنوب، وأوفالي من الجنوب الغربي، وستميث من الغرب، كافان من الشمال الغربي، وموناغان من الشمال.
إلى الشرق، يحد ميث أيضًا البحر الأيرلندي على طول شريط ضيق بين نهري بوين ودلفين، مما يمنحها ثاني أقصر خط ساحلي في أي مقاطعة. مجلس مقاطعة ميث [الإنجليزية] هو السلطة المحلية للمقاطعة.
ميث هي أكبر 14 مقاطعة تقليدية في أيرلندا من حيث المساحة، وتحتل المرتبة الثامنة من حيث عدد السكان، يبلغ إجمالي عدد سكانها 220,296 وفقًا لتعداد عام 2022. بلدة المحافظة وأكبر مستوطنة في ميث هي نافان وتقع في وسط المقاطعة على طول نهر بوين. تشمل المدن الأخرى في المقاطعة تريم، كيلز، لايتاون، أشبورن، دونبوين، سلاني، بيتيستاون.
كانت مملكة ميث [الإنجليزية] التاريخية المعروفة بالعامية باسم المقاطعة الملكية مقرًا للملك الأعلى لأيرلندا، ولفترة من الوقت كانت أيضًا المحافظة الخامسة للجزيرة. حكمت سلالة يو نيل الجنوبية [الإنجليزية] المملكة لعدة قرون، وفي أواخر القرن الحادي عشر تعرضت المملكة للغزو من قبل الفاتح الأنجلو نورماندي هيو دي لاسي، الذي أطاح بسلالة يو نيل وأعلن نفسه ملكًا على ميث. تقلص حجم هذه السيادة تدريجيًا قبل أن يتم التخلي عنها رسميًا باسم مقاطعة ميث في عام 1297 والتي تم تقسيمها أيضًا إلى ميث وويستميث في عام 1542. اتخذت المقاطعة حدودها الحالية في عام 1977 عندما ضُم جزء كبير من أراضي دروغيدا إلى مقاطعة لاوث.

## معرض صور

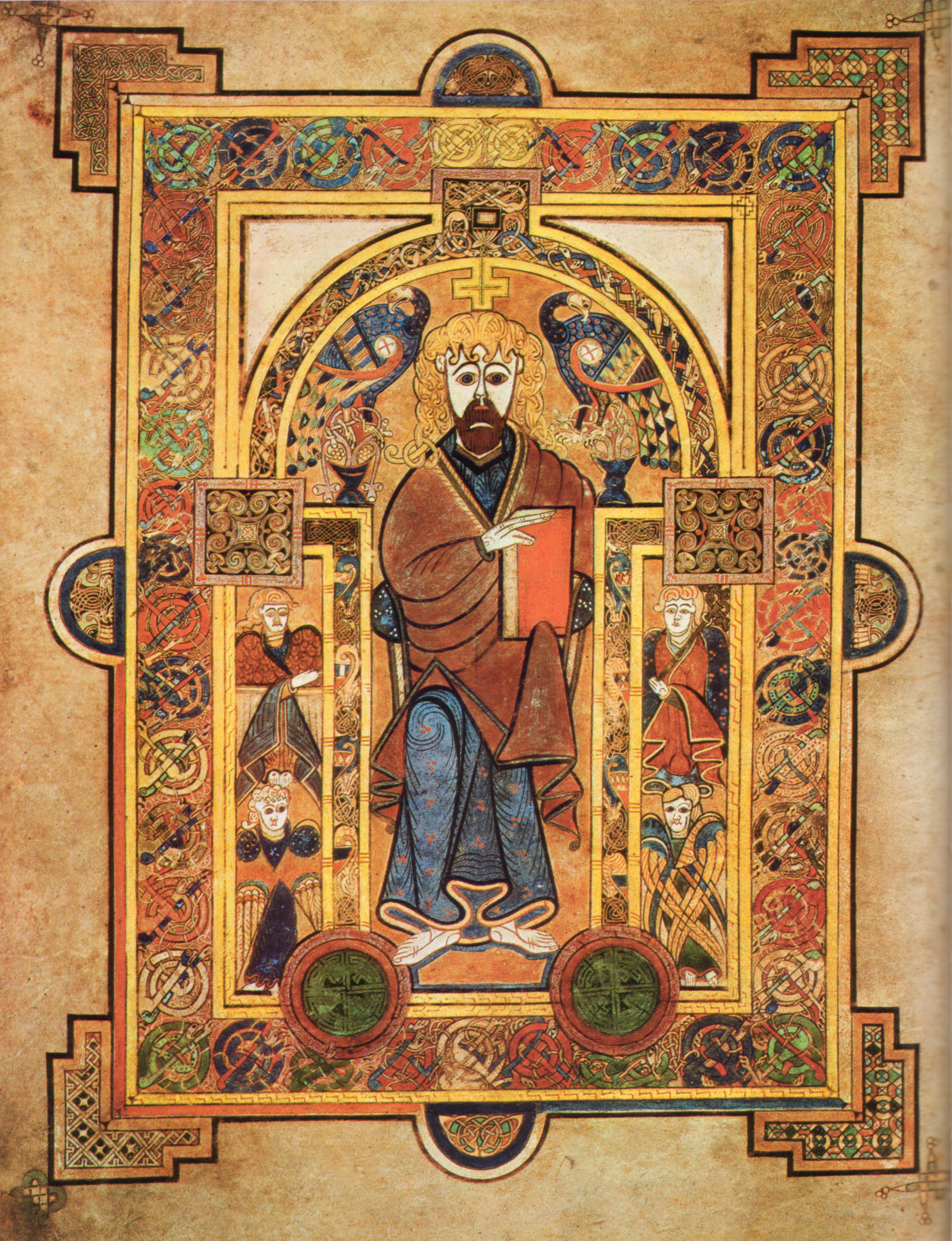
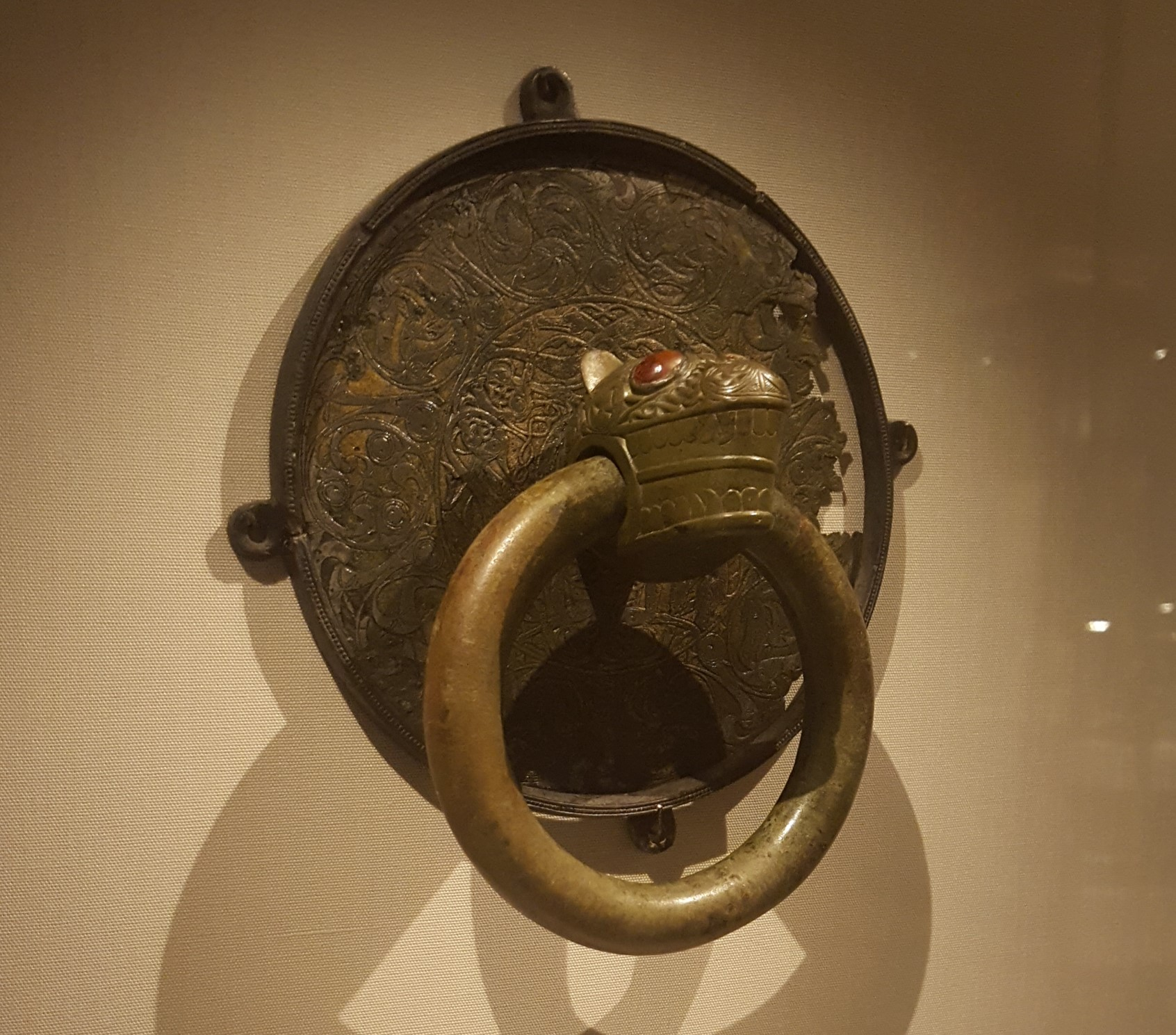
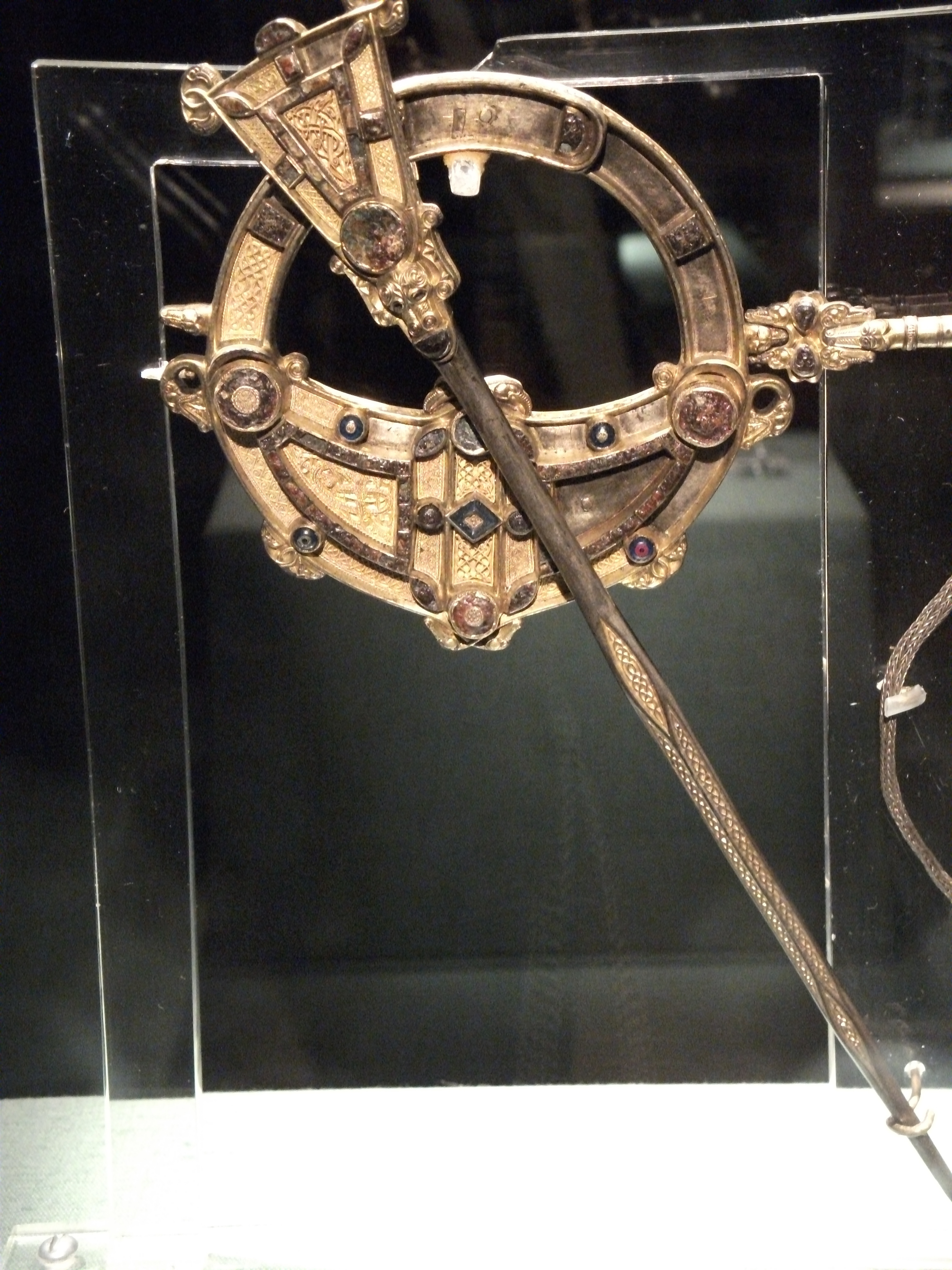
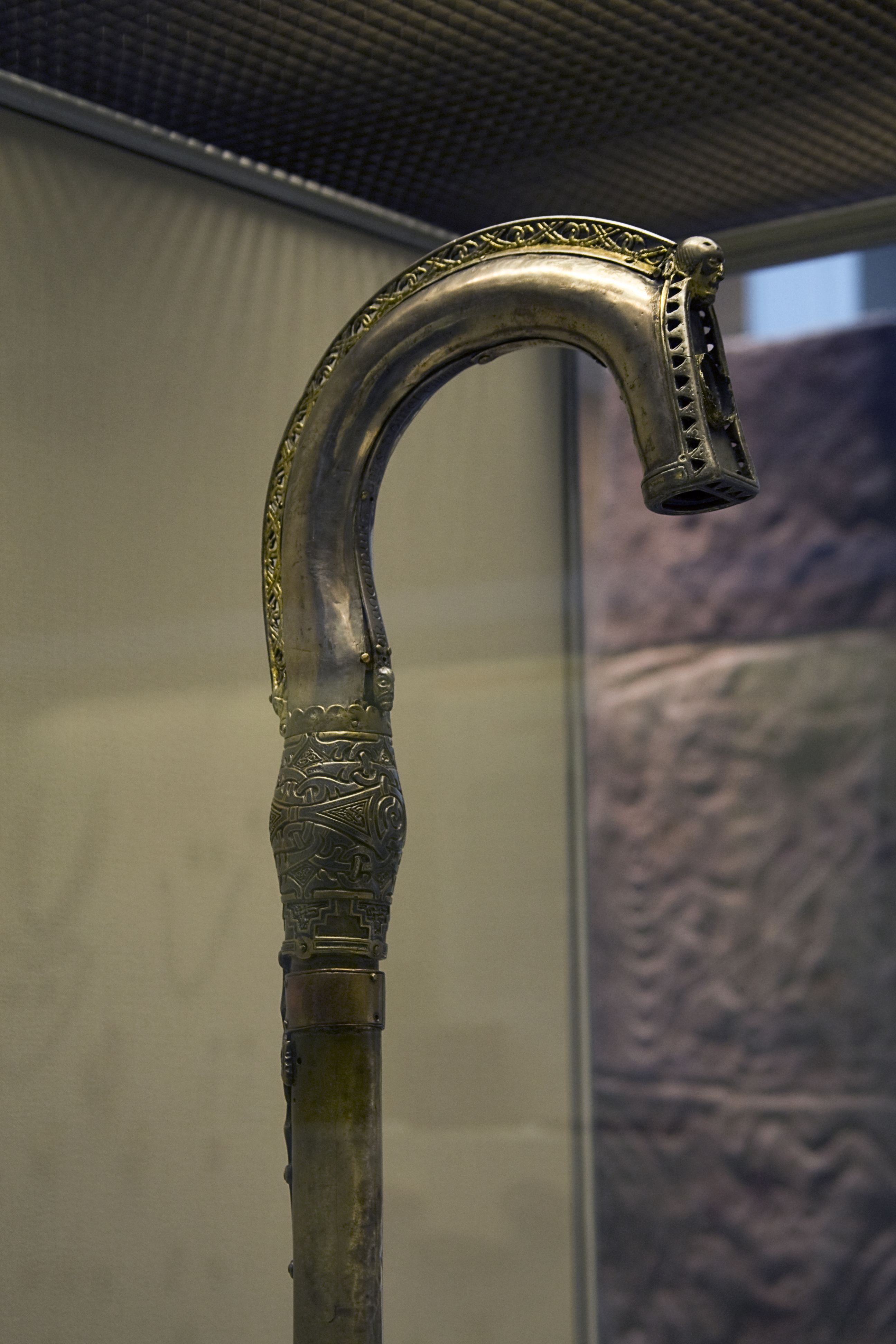

## أعلام
- جيرالدين سومرفيل
- أوين مور
- تورلو أوكارولان
- جيه. مور
- ويليام جونسون

## روابط خارجية
- Meath County Council
- CSO Website
- Cultur - Celebrating Diversity Website
- County Meath History Geography map guide